# Oderzo
Cet article possède un paronyme, voir Uderzo.
Oderzo est une commune de la province de Trévise en Vénétie (Italie).

## Toponymie
Le nom Oderzo vient du latin Opitergium, expression elle-même dérivée du vénète Obterg signifiant "place du marché" ; terg est un ancien terme indo-européen que se retrouve dans la ville de Tergeste.

## Géographie
Le territoire de la commune d'Oderzo est essentiellement plat et traversé par la rivière Monticano, ainsi que par de nombreux autres cours d'eau.

## Histoire
La cité a été fondée au Xe siècle av. J.-C. par les Vénètes sous le nom d'Obterg. Passée sous domination romaine elle devient, sur décision de Jules César, un municipium de 50 000 habitants environ, gouvernant la Vénétie orientale et faisait partie de la Regio X Venetia et Histria. Opitergium était traversée par l'importante Via Postumia qui reliait Gênes à Aquilée à travers la plaine du Pô.
La légende ecclésiastique affirme que les soldats qui étaient à Jérusalem lors de la mort de Jésus étaient originaires de la région d'Opitergium. C'est à l'époque romaine que la cité a connu sa plus grande splendeur, fondant les cités balnéaires d'Héraclée et de Jesolo. Une fois christianisée, la ville fut élevée au rang d'évêché. Sur les cinq évêques que connut la ville, trois furent canonisés : Titianus, Magnus et Florianus.
Lors des invasions barbares, Opitergium subit la domination ostrogothe mais, reconquise par l'Empire romain d'Orient elle devint la capitale de la province impériale de Vénétie maritime jusqu'en 667 lorsqu'elle fut prise par les Lombards. L'évêché fut alors transféré à Héraclée puis à Vittorio Veneto et les habitants d'Oderzo, ainsi que d'autres Romains des régions voisines, se réfugièrent dans la lagune de Venise où ils fondèrent Rivo Altus, cœur de la future Venise. Le premier doge vénitien, Paulus Lucius Anafestos ou Paoluccio Anafesto, venait d'Oderzo.
Pendant plus de mille ans, Oderzo ne fut plus qu'un petit village, enjeu des guerres entre Lombards et Vénitiens en 974. En 1380, le village passa définitivement sous l'autorité de Venise qui le plaça dans ses « domaines de la Terre ferme » sous l'autorité d'un provéditeur. Lors de la chute de la république de Venise en 1797, Oderzo échoit à la monarchie des Habsbourg qui la place dans sa province vénitienne. En 1805, Napoléon Ier rattache Oderzo au royaume d'Italie. Au congrès de Vienne de 1815 qui suit les défaites napoléoniennes, la république de Venise n'est pas rétablie et Oderzo revient à l'empire d'Autriche, plus précisément au « royaume Lombard-Vénitien », jusqu'en 1866 lorsque la Vénétie rejoint l'Italie. 
Le 30 avril 1945, 120 personnes accusées d'appartenir au parti fasciste notamment pendant la « république de Saló », furent exécutées par les partisans communistes à Oderzo. Dans les années 1960, sous le « miracle économique italien », Oderzo s'industrialisa dans l'orbite de l'agglomération de Mestre, s'urbanisa et cessa d'être un simple centre agricole.

## Culture
- Piazza Grande (Oderzo)

## Personnalités
- Famille Nadal
- Titien d'Oderzo (+632), évêque de la ville au VIIe siècle, considéré comme saint[2].
- Alberto Martini (1876-1954)
- Massimo Serato (1916-1989), acteur de théâtre et de cinéma

## Administration
| Période                                  | Période         | Identité            | Étiquette                   | Qualité     |
| ---------------------------------------- | --------------- | ------------------- | --------------------------- | ----------- |
| 13 juin 2001                             | 11 juin 2006    | Elio Pujatti        | Ligue du Nord               |             |
| 12 juin 2006                             | 13 juillet 2015 | Pietro Dalla Libera | Liste civique Oderzo Sicura |             |
| 13 juillet 2015                          | 20 juin 2016    | Bruno De Luca       | Liste civique Oderzo Sicura | Intérimaire |
| 20 juin 2016                             | En cours        | Maria Scardellato   | Ligue du Nord               |             |
| Les données manquantes sont à compléter. |                 |                     |                             |             |

### Hameaux
- frazioni : Camino, Colfrancui, Faè, Fratta, Piavon, Rustignè
- località : Magera, San Vincenzo

### Communes limitrophes
Chiarano, Fontanelle, Gorgo al Monticano, Mansuè, Ormelle, Ponte di Piave.

### Jumelages
- Pontremoli (Italie)
- Suffolk (États-Unis)